# 1938年のNFLドラフト
1938年のNFLドラフト（1938ねんのNFLどらふと）は、1937年12月12日に開催された第3回目のNFLドラフト。シカゴのホテル・シャーマンで開催された。
ドラフト全体1位ではインディアナ大学のコーベット・デービスが指名された。2巡と4巡は5チームのみに指名権が与えられた。
1937年のハイズマン賞受賞者、クリント・フランクは、ドラフト12巡でデトロイト・ライオンズに指名されたがプロフットボールではプレーしなかった。同年のハイズマン賞で2位となったバイロン・ホワイト、4位となったアレックス・ウォジホウィッツが1巡で指名された。3位となったマーシャル・ゴールドバーグは3年生のために指名されていない。
この年指名された選手の中から2名がプロフットボール殿堂入りを果たしている。

## 指名選手一覧

### 1巡指名選手
| 指名順位 | チーム                       | 選手名                       | ポジション | 出身大学         |
| 1        | クリーブランド・ラムズ       | コーベット・デービス         | バック     | インディアナ大学 |
| 2        | フィラデルフィア・イーグルス | ジム・マクドナルド           | バック     | オハイオ州立大学 |
| 3        | ブルックリン・ドジャース     | ボイド・ブラムボー           | バック     | デュケイン大学   |
| 4        | ピッツバーグ・パイレーツ     | バイロン・ホワイト           | バック     | コロラド大学     |
| 5        | シカゴ・カージナルス         | ジャック・ロビンズ           | バック     | アーカンソー大学 |
| 6        | デトロイト・ライオンズ       | アレックス・ウォジホウィッツ | C          | フォーダム大学   |
| 7        | グリーンベイ・パッカーズ     | セシル・イスベル             | バック     | パデュー大学     |
| 8        | ニューヨーク・ジャイアンツ   | ジョージ・カラマティク       | E          | ゴンザガ大学     |
| 9        | ワシントン・レッドスキンズ   | アンディ・ファルカス         | バック     | デトロイト大学   |
| 10       | シカゴ・ベアーズ             | ジョー・グレイ               | バック     | オレゴン州立大学 |

### 2巡以降の主な指名選手
| 指名順位 | チーム                       | 選手名                   | ポジション | 出身大学                         |
| 11       | クリーブランド・ラムズ       | ジム・ベントン           | E          | アーカンソー大学                 |
| 12       | フィラデルフィア・イーグルス | ディック・ライフル       | バック     | オルブライト大学                 |
| 14       | ピッツバーグ・パイレーツ     | フランク・フィルチョック | バック     | インディアナ大学                 |
| 18       | ブルックリン・ドジャース     | フランク・キナード       | G          | ミシシッピ大学                   |
| 19       | ピッツバーグ・パイレーツ     | ヒュー・ウルフ           | バック     | テキサス大学                     |
| 24       | ワシントン・レッドスキンズ   | サム・チャップマン       | バック     | カリフォルニア大学               |
| 43       | ブルックリン・ドジャース     | ペリー・シュウォルツ     | E          | カリフォルニア大学               |
| 47       | グリーンベイ・パッカーズ     | アンディ・ユーラム       | バック     | ミネソタ大学                     |
| 50       | シカゴ・ベアーズ             | ボブ・マスターソン       | E          | マイアミ大学                     |
| 61       | クリーブランド・ラムズ       | ウォルター・メイベリー   | バック     | フロリダ大学                     |
| 69       | ワシントン・レッドスキンズ   | ビル・ハートマン         | FB         | ジョージア大学                   |
| 75       | シカゴ・カージナルス         | フィル・ドゥアーティ     | C          | サンタクララ大学                 |
| 78       | ニューヨーク・ジャイアンツ   | ジョン・メラス           | T          | ビラノバ大学                     |
| 83       | ブルックリン・ドジャース     | ジム・シベル             | G          | オーバーン大学                   |
| 85       | シカゴ・カージナルス         | ドワイト・スローン       | FB         | アーカンソー大学                 |
| 99       | ニューヨーク・ジャイアンツ   | ダグ・オルダーショー     | C          | サンタバーバラ州立大学           |
| 100      | シカゴ・ベアーズ             | レイ・ミコフスキー       | バック     | ケース・ウェスタン・リザーブ大学 |
| 101      | クリーブランド・ラムズ       | ヴィック・スパダッチーニ | HB         | ミネソタ大学                     |
| 102      | フィラデルフィア・イーグルス | ジョン・ミケロセン       | バック     | ピッツバーグ大学                 |
| 104      | ピッツバーグ・パイレーツ     | ジョー・クハリッチ       | G          | ノートルダム大学                 |
| 106      | デトロイト・ライオンズ       | クリント・フランク       | バック     | エール大学                       |

## 殿堂入り選手
この年のドラフトで指名された選手のうち、2名がプロフットボール殿堂入りを果たしている。
- アレックス・ウォジホウィッツ - 1巡6位でデトロイト・ライオンズに指名された。1968年に殿堂入り。
- フランク・キナード - 3巡18位でブルックリン・ドジャースに指名された。1971年に殿堂入り。